# Noémi Ferenczyová
Noémi Ferenczyová (18. června 1890 Szentendre – 20. prosince 1957 Budapešť) byla maďarská umělkyně, známá především svými návrhy tapisérií. Tkala i vlastní tapisérie.
Narodila se v Szentendre, jako dvojče sochaře Béni Ferenczyho. Byly dětmi výtvarníků Károly Ferenczyho a Olgy Fialkové. Noémi byla socialistkou, což se odráží i v politických tématech některých jejích děl.
Zemřela v Budapešti ve věku 67 let a je pohřbena spolu se svými rodiči a bratrem Bénim na hřbitově Kerepesi. Portrét Noémi a Béniho ve věku osmnácti let, který namaloval jejich otec, je vystaven v Maďarské národní galerii. Maďarské ministerstvo kulturního dědictví uděluje Cenu Noémi Ferenczyové.

## Práce
- „Zedníci“
- „Výrobce šindelů“
- „Let do Egypta“ (1916)[3]
- „Zvonky“ (1921)
- „Sestry“ (1921)
- „Zahradníci“ (1923)
- „Žena nesoucí fešáky“ (kolem roku 1925)[4]
- „Tkací žena“ (cca 1930)[5]
- „Tkadlec“ (1933)
- „Zedník, stavitel domu, pekař“ (1933)
- „Žena zalévá květiny“ (1934)
- „Sesterstvo“ (kolem roku 1942)[6]